# Шор, Говард
Говард Лесли Шор (англ. Howard Leslie Shore; род. 18 октября 1946, Торонто) — канадский композитор, автор музыки к голливудским кинофильмам. Наиболее известен саундтреками к фильмам Дэвида Кроненберга, кинотрилогиям «Хоббит», «Властелин Колец» Питера Джексона и «Молчанию ягнят» Джонатана Демми. Лауреат премий «Оскар», «Грэмми», «Золотой глобус».

## Биография
Говард Шор родился 18 октября 1946 года в Торонто, Канада, в еврейской семье. Окончил музыкальный колледж Беркли в Бостоне. В начале 70-х был саксофонистом группы Lighthouse, игравшей своеобразный прогрессивный хард-рок. После ухода из группы Шор написал музыку для шоу иллюзиониста Дуга Хеннинга «Spellbound».
С 1975 года Говард стал режиссёром и одним из основателей знаменитой комедийной передачи «Субботним вечером в прямом эфире» на NBC. Он редко появлялся в кадре, но иногда участвовал в комедийных музыкальных номерах.
С 1980 года Говард Шор сосредоточился на карьере композитора. Основной сферой деятельности канадца стали саундтреки к кинофильмам. Его первым фильмом (ещё во время работы на телевидении) была драма «I Miss You, Hugs and Kisses» (1978). С тех пор Шор написал саундтреки порядка двух сотен фильмов, среди которых — «Муха», «Молчание ягнят», «Догма», «Эд Вуд», «Банды Нью-Йорка», «Игра», «Авиатор», «Сумерки. Сага. Затмение».
Наибольшую славу Шору принесла кинотрилогия «Властелин Колец» его друга, режиссёра Питера Джексона. Шор написал саундтрек ко всем трём фильмам. Несколько песен в первой части были созданы в соавторстве с Энией, известной ирландской певицей в жанре нью-эйдж. За саундтреки к «Братству Кольца» и «Возвращению Короля» Говард получил три премии «Оскар», в том числе за лучшую песню («Into the West» в исполнении Энни Леннокс). Составив из лучших фрагментов саундтрека симфонию «Властелин Колец: Симфония в шести отделениях», Говард Шор провёз её с гастролями по миру, посетив Москву в ноябре 2004 года. В 2007 году вместе с Tolkien Ensemble был дан второй тур. Композитор был приглашен также и в следующий фильм Джексона, «Кинг-Конг», однако его саундтрек был отвергнут продюсерами.
Говард Шор появлялся как камео во «Властелине Колец» (на празднестве в Рохане) и в «Кинг-Конге» в роли дирижёра оркестра.
В 2008 году по заказу возглавляемой Пласидо Доминго Лос-Анджелесской оперы, а также Парижского театра Шатле композитор написал музыку для оперы «Муха» (по мотивам рассказа Джорджа Лангелаана), а также фильма Дэвида Кроненберга «M. Баттерфляй» (на либретто драматурга Дэвида Генри Хванга).

## Музыкальные записи
Говард Шор предпочитает сотрудничество с Лондонским филармоническим оркестром. После записи в 1986 году музыки к фильму Дэвида Кроненберга «Муха», 19-й совместной работой музыкантов оркестра и композитора стал саундтрек к фильму «Порок на экспорт» в 2007-м. Дирижирует оркестром, как правило, сам Шор.
Среди других музыкантов, с которыми Шор сотрудничал и экспериментировал во время записи музыки к фильмам, можно отметить:
- Марракешские музыканты Мастера Жажуки при участии Башира Аттара («Клетка»)
- Исполнитель на терменвоксе Лидия Кавина («Эд Вуд»)
- Джазовый саксофонист, трубач и композитор Орнетт Коулман («Обед нагишом»)
- Кронос-квартет («Паук»)

Благодаря особой акустике, в качестве студии для звукозаписи Шор дважды использовал Церковь во имя Всех Святых в Тутинге, Уандсворт, Большой Лондон, Англия («Полицейские», «В поисках Ричарда»).
Шор также известен использованием латыни («В поисках Ричарда»), либо эльфийского языка, квенья (кинотрилогия «Властелин Колец») в качестве текстов для хоров.

## Семья
Говард Шор женат на Элизабет Котнуар (с 1990 года). Есть дочь — Мэй.

## Награды
На счету Говарда Шора несколько десятков профессиональных наград, в том числе:
- 3 «Оскара» — «Властелин колец: Братство Кольца» (саундтрек, 2002), «Властелин колец: Возвращение короля» (саундтрек и песня, 2004).
- 2 «Сатурна» — «Эд Вуд» (1996), «Властелин колец: Возвращение короля» (2003). Несколько номинаций.
- 3 «Золотых глобуса» — «Властелин колец: Возвращение короля» (2004, саундтрек и песня), «Авиатор» (2005). Номинировался в 2001.
- 3 «Грэмми» — все три «Властелина Колец». Номинации за «Авиатор» и «Эд Вуд».

## Избранная фильмография
- 1979 — Выводок / The Brood
- 1981 — Сканнеры / Scanners
- 1983 — Видеодром / Videodrome
- 1985 — После работы / After Hours
- 1986 — Клин клином / Fire with Fire
- 1986 — Муха / The Fly
- 1987 — Надин / Nadine
- 1988 — Большой / Big
- 1988 — Переезд / Moving
- 1988 — Связанные насмерть / Dead Ringers
- 1989 — Дьяволица / She-Devil
- 1989 — Невиновный / An Innocent Man
- 1990 — Местный стигматик / The Local Stigmatic
- 1991 — Молчание ягнят / The Silence of the Lambs
- 1991 — Обед нагишом / Naked Lunch
- 1991 — Поцелуй перед смертью / A Kiss Before Dying
- 1992 — Одинокая белая женщина / Single White Female
- 1992 — Прелюдия к поцелую / Prelude to a Kiss
- 1993 — М. Баттерфляй / M. Butterfly
- 1993 — Миссис Даутфайр / Mrs. Doubtfire
- 1993 — Филадельфия / Philadelphia
- 1993 — Щепка / Sliver
- 1994 — Без дураков / Nobody’s Fool
- 1994 — Клиент / The Client
- 1994 — Эд Вуд / Ed Wood
- 1995 — Лунный свет и Валентино / Moonlight and Valentino
- 1995 — Семь / Se7en
- 1996 — Автокатастрофа / Crash
- 1996 — Стриптиз / Striptease
- 1996 — То, что ты делаешь / That Thing You Do!
- 1997 — Игра / The Game
- 1997 — Полицейские / Cop Land
- 1999 — Анализируй это / Analyze This
- 1999 — Глория / Gloria
- 1999 — Догма / Dogma
- 1999 — Экзистенция / eXistenZ
- 2000 — Клетка / The Cell
- 2000 — Фанатик / High Fidelity
- 2000 — Ярды / The Yards
- 2001 — Властелин колец: Братство Кольца / The Lord of the Rings: The Fellowship of the Ring
- 2001 — Медвежатник / The Score
- 2002 — Банды Нью-Йорка / Gangs of New York
- 2002 — Властелин колец: Две крепости / The Lord of the Rings: The Two Towers
- 2002 — Комната страха / Panic Room
- 2002 — Паук / Spider
- 2003 — Властелин колец: Возвращение короля / The Lord of the Rings: The Return of the King
- 2004 — Авиатор / The Aviator
- 2005 — Оправданная жестокость / A History of Violence
- 2006 — Отступники / The Departed
- 2007 — Порок на экспорт / Eastern Promises
- 2007 — Последняя Мимзи Вселенной / The Last Mimzy
- 2008 — Сомнение / Doubt
- 2010 — Возмездие / Edge of Darkness
- 2010 — Сумерки. Сага. Затмение / The Twilight Saga: Eclipse
- 2011 — Хранитель времени / Hugo
- 2011 — Опасный метод / A Dangerous Method
- 2012 — Космополис / Cosmopolis
- 2012 — Хоббит: Нежданное путешествие / The Hobbit: An Unexpected Journey
- 2013 — Джимми Пикар / Jimmy P: Psychotherapy of a Plains Indian
- 2013 — Хоббит: Пустошь Смауга / The Hobbit: The Desolation of Smaug
- 2014 — Звёздная карта / Maps to the Stars
- 2014 — Розовая вода / Rosewater
- 2014 — Хоббит: Битва пяти воинств / The Hobbit: The Battle of the Five Armies
- 2014 — В центре внимания / Spotlight
- 2016 — Отрицание / Denial